# Cornelis Felix van Maanen

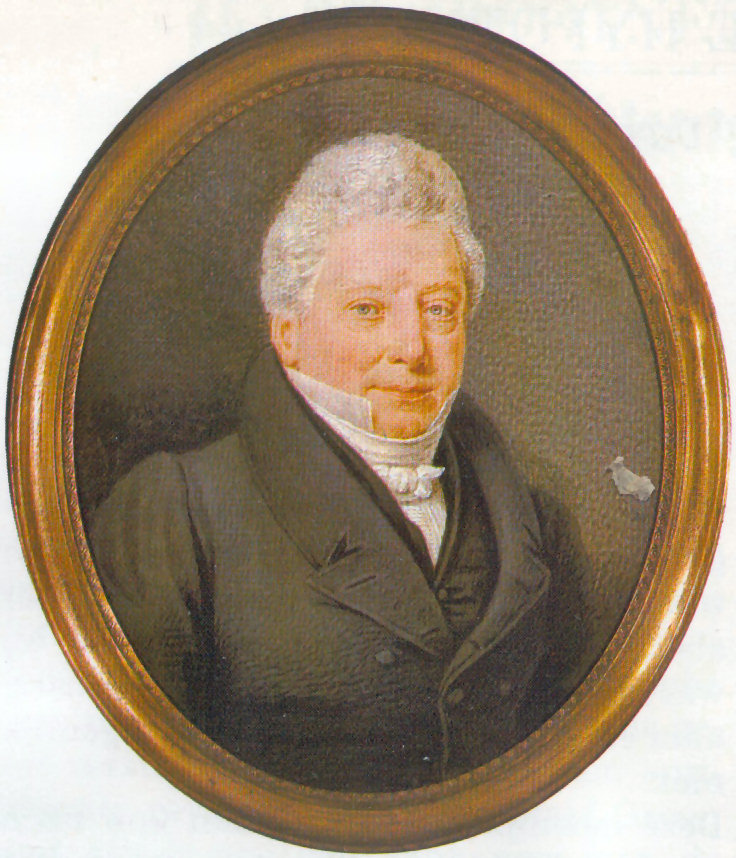
Cornelis Felix van Maanen

Cornelis Felix van Maanen (* 9. September 1769 in Den Haag; † 14. Februar 1846 ebenda) war ein niederländischer Staatsmann.

## Leben
Er studierte in Leiden die Rechte, wurde Advokat in seiner Vaterstadt und später Generalprokurator. König Louis Bonaparte ernannte ihn 1806 zum Justizminister, Napoléon Bonaparte 1810 zum Staatsrat und Präsidenten des Appellhofs in Den Haag. Mit Geschmeidigkeit sich in jeden Regierungswechsel findend, wurde er 1814 von König Wilhelm I. zum Präsidenten der Notabelnversammlung und 1815 zum Justizminister des neuen Königreichs der Niederlande ernannt. Er erwarb sich große Verdienste um die Gesetzgebung, machte sich aber durch seine Abneigung gegen liberale Reformen und besonders in Belgien durch seine Strenge in politischen Prozessen und seine Bemühungen, die niederländische Sprache einzuführen, verhasst. Da er dem König zur Ablehnung aller Zugeständnisse an die Belgier riet, führte er die belgische Revolution mit herbei. Erst nach der Abdankung Wilhelms I. 1842 entlassen, starb er am 14. Februar 1846.